# Монумент Победы (Рязань)
Мемориальный комплекс «Монуме́нт Побе́ды» — мемориальный архитектурный комплекс, расположенный на Площади Победы в Рязани.

## История создания

### Нереализованный проект

Эскиз монумента

В апреле 1965 года местная пресса сообщила о том, что в Рязани планируется возведение монумента Победы. Авторским коллективом в составе художников И. Л. Алексеева и А. П. Кузнецова и архитекторов О. В. Обозова и И. И. Сенченко в замысел памятника заложены два основных архитектурных элемента — обелиск высотой около тридцати метров, символизирующий Знамя Победы, в сочетании с монолитным гранитным кубом, олицетворяющим единство и сплочённость советского народа вокруг Коммунистической партии. Лицевую сторону куба украсит монументальное мозаичное панно, изображающее ликование советского народа в День Победы. На других сторонах куба будут высечены имена рязанцев — героев фронта и тыла. Вблизи монумента установят стелы — стены высотою до трёх метров с надписями, увековечивающими подвиг советского народа в годы Великой Отечественной войны. Разместить памятник предполагалось на Первомайском проспекте, в сквере перед входом в парк железнодорожников. Закладка монумента приурочена к празднованию 20-летия Победы, а открытие должно состояться в дни 48-й годовщины Великого Октября. В дальнейшем было реализовано иное архитектурное решение.

### Строительство монумента
Мемориальный комплекс сооружался поэтапно на протяжении двадцати лет — с 1965 по 1985 годы.
9 мая 1965 года под звуки величественной мелодии М. И. Глинки «Славься» был заложен камень в основание монумента Победы и снято покрывало с памятной плиты. На основании памятника высечены слова: «Здесь будет воздвигнут монумент в честь Победы советского народа в Великой Отечественной войне. 9.V.1965, г. Рязань». Надпись на плите: «Народу-победителю, отстоявшему в жестокой битве с фашизмом честь и свободу Отчизны, слава! В благодарных сердцах грядущих поколений память о великом подвиге будет жить вечно». Право закладки монумента Победы было предоставлено бывшему командиру партизанского отряда, члену ЦК КПСС и первому секретарю Рязанского обкома КПСС К. Н. Гришину, Герою Советского Союза генерал-лейтенанту М. Ф. Терёхину и Герою Социалистического Труда токарю завода «Рязсельмаш» А. Я. Ануровой.
6 ноября 1967 года состоялось открытие первой очереди памятника Победы — обелиска и стелы, созданных по проекту авторского коллектива архитекторов Н. И. Сидоркина и Н. Н. Истомина и инженера-конструктора И. Г. Старосты. В торжественном митинге приняли участие ветераны Великой Отечественной войны, представители общественных организаций г. Рязани, в их числе — Герой Советского Союза И. М. Огнёв, Герой Социалистического Труда А. Я. Анурова, начальник Рязанского высшего воздушно-десантного командного училища генерал-майор А. М. Попов.
Площадь на Первомайском проспекте, на которой установлен монумент, получила название площади Победы.
К 30-летию Победы рязанским скульптором Б. С. Горбуновым при участии ленинградских скульпторов А. С. Чаркина и И. И. Гущина была создана из бетона скульптурная группа, символизирующая единство фронта и тыла. Памятник открыт 8 мая 1975 года. У монумента в центре бронзовой пятиконечной звезды зажжён Вечный огонь — для этого торжественного мероприятия из Москвы на военной машине доставили частичку пламени от Вечного огня на Могиле Неизвестного солдата у Кремлёвской стены в Александровском саду.
Выполненные скульптором В. М. Курским бронзовые доски с именами рязанцев — Героев Советского Союза и полных кавалеров ордена Славы установлены в мае 1985 года.

### Реконструкция монумента
В 2009—2010 годах предприняты реставрационные работы, в ходе которых скульптурная группа была воплощена в граните и мемориальные плиты пополнились новыми именами. На финальной стадии доводки группы принимал участие автор исходной композиции скульптор Б. С. Горбунов. Открытие монумента состоялось 4 мая 2010 года — к 65-летнему юбилею Победы в Великой Отечественной войне. Днём ранее делегация рязанцев в специальном контейнере доставила из Москвы огонь, зажжённый от Вечного огня на Могиле Неизвестного солдата. Право зажечь Вечный огонь на реконструированном мемориальном комплексе предоставлено ветерану Великой Отечественной войны, Герою Советского Союза Геннадию Яхнову, Герою России Андрею Красову и губернатору Рязанской области Олегу Ковалёву.

## Описание монумента
Комплекс расположен на бетонной площадке размером 50×20 м.
Центром композиции является 30-метровый железобетонный прямоугольный обелиск, широкие стороны которого прорезаны пятью вертикальными полосами, символизирующими пять военных лет. В верхней части фасада укреплён бронзовый орден Победы. За обелиском изогнутая протяжённая, низкая бетонная стена-стела (длина 70 м, высота 2,6 м) на невысоких цилиндрических опорах отделяет памятник от расположенного за ним парка. По фасаду стелы надписи накладными бронзовыми буквами: «1941—1945. Во славу народа, отстоявшего в годы войны свободу и независимость Отечества»; «Через миры и века пронесут поколения в сердцах своих гордую память о доблести и мужестве советских людей»; «И впредь несокрушимо будем стоять на страже великих завоеваний Октября». Слева от обелиска перед стелой на отдельном, прямоугольном в плане, низком постаменте установлена скульптурная композиция (изначально выполненная из бетона, впоследствии — из гранита; общая высота с постаментом 7 м). Четыре фигуры: солдат, партизан, рабочий и колхозница — символ единства фронта и тыла — в едином порыве, на фоне развевающегося победного знамени. На пересечении осевых линий скульптурной композиции и обелиска — Вечный огонь. Справа от обелиска располагается комплекс из девяти бронзовых досок с именами двух дважды Героев Советского Союза, трёхсот восьмидесяти восьми Героев Советского Союза, шестидесяти семи полных кавалеров ордена Славы, а также получивших звание за совершённые во время Великой Отечественной войны подвиги четырёх Героев России.
Монумент сооружён на основании Распоряжения Совета министров РСФСР № 1345-р от 29.05.1967. Правоустанавливающие документы: Постановление Правительства Рязанской области № 20 от 06.02.2009, Приказ Министерства культуры Российской Федерации № 66898-р от 22.12.2016.
Мемориальные доски

Стела 1
Доска 1
Доска 2
Доска 3
Доска 4
Доска 5
Доска 6
Доска 7
Доска 8
Доска 9
Стела 2